# Episodi di Ragazze a Beverly Hills (terza stagione)
Di seguito una lista degli episodi della terza stagione della serie televisiva Ragazze a Beverly Hills.
| nº | Titolo originale                       | Titolo italiano | Prima TV USA     | Prima TV Italia  |
| -- | -------------------------------------- | --------------- | ---------------- | ---------------- |
| 1  | Bakersfield Blues                      |                 | 6 ottobre 1998   | 3 dicembre 2003  |
| 2  | Back from Bakersfield                  |                 | 13 ottobre 1998  | 4 dicembre 2003  |
| 3  | Model Smoker                           |                 | 20 ottobre 1998  | 5 dicembre 2003  |
| 4  | Scream Murray, Scream! (1)             |                 | 27 ottobre 1998  | 8 dicembre 2003  |
| 5  | Scream Again Murray, Scream Again! (2) |                 | 3 novembre 1998  | 8 dicembre 2003  |
| 6  | Cher and Cher Alike                    |                 | 10 novembre 1998 | 9 dicembre 2003  |
| 7  | Father's Keeper                        |                 | 17 novembre 1998 | 10 dicembre 2003 |
| 8  | Never P.E.T.A. Squirrel                |                 | 24 novembre 1998 | 11 dicembre 2003 |
| 9  | Our Lady of Rodeo Drive                |                 | 15 dicembre 1998 | 12 dicembre 2003 |
| 10 | Nice Girls Finish Last                 |                 | 19 gennaio 1999  | 15 dicembre 2003 |
| 11 | Mercy Date                             |                 | 26 gennaio 1999  | 16 dicembre 2003 |
| 12 | Child Bride                            |                 | 9 febbraio 1999  | 17 dicembre 2003 |
| 13 | Popularity                             |                 | 16 febbraio 1999 | 18 dicembre 2003 |
| 14 | My Best Friend's Boyfriend             |                 | 23 febbraio 1999 | 19 dicembre 2003 |
| 15 | None for the Road                      |                 | 2 marzo 1999     | 22 dicembre 2003 |
| 16 | Cher's Weekend at Bernie's             |                 | 20 aprile 1999   | 23 dicembre 2003 |
| 17 | Parent Trap                            |                 | 20 aprile 1999   | 24 dicembre 2003 |
| 18 | Big Sissies                            |                 | 27 aprile 1999   | 25 dicembre 2003 |
| 19 | A Test of Character                    |                 | 4 maggio 1999    | 25 dicembre 2003 |
| 20 | Prom Misses, Prom Misses               |                 | 11 maggio 1999   | 26 dicembre 2003 |
| 21 | Graduation                             |                 | 18 maggio 1999   | 29 dicembre 2003 |
| 22 | All Night Senior Party                 |                 | 25 maggio 1999   | 30 dicembre 2003 |